# Circulène
Les circulènes sont une famille d'hydrocarbures aromatiques polycycliques de formule générique C4nH2n (où n ≥ 5 représente le nombre de noyaux benzéniques fusionnés) définis par l'arrangement circulaire des noyaux benzéniques qui les composent. Seuls quatre d'entre eux ont été synthétisés en laboratoire :

Circulères synthétisés en laboratoire
Corannulène – [5]circulène
Coronène – [6]circulène
Heptacirculène – [7]circulène
Kekulène – [12]circulène

Ils font partie des polyarènes géodésiques, qui ont des géométries courbes remarquables. Ainsi :
- Le corannulène a une forme en bol.
- Le coronène est plan.
- Le [7]circulène a une forme en selle de cheval.

Un dérivé soufré de circulène qui fait actuellement l'objet d'études est l'octathio[8]circulène pour ses propriétés électrochimiques, électrochromatiques et électroniques.